# Argancy
Argancy es una comuna francesa situada en el departamento de Mosela, en la región de Gran Este.

## Demografía
| 635 | 731 | 758 | 1007 | 1058 | 1103 | 1339 |
| Para los censos de 1962 a 1999 la población legal corresponde a la población sin duplicidades (Fuente: INSEE [Consultar]) |     |     |      |      |      |      |